# Élections présidentielles sous la Cinquième République à Wallis-et-Futuna
Depuis l'adoption de la Constitution de la Cinquième République française, dix élections présidentielles ont eu lieu afin d'élire le président de la République. Cette page présente les résultats de ces élections à Wallis-et-Futuna.

## Analyse globale
Aux débuts de la Ve République, Wallis-et-Futuna vote de manière très marquée à droite, dans des proportions bien plus élevées que le reste de la France. Charles de Gaulle obtient ainsi près de 100 % des suffrages exprimés en 1965, tout comme Valéry Giscard d'Estaing en 1974 et 1981.
La tendance se réduit en 1988 avec Jacques Chirac (73,5 %), et s'inverse en 1995, puisque le socialiste Lionel Jospin (55,3 %) arrive en tête du second tour. En 2012, avec 56 %, François Hollande obtient près de cinq points de plus qu'au niveau national. En 2017, le centriste Emmanuel Macron (79 %) recueille treize points de plus que dans le reste de la France.

## Résultats détaillés par scrutin

### 2022
Au niveau national comme en 2017 Emmanuel Macron est en tête du premier tour. Suivi de près par Marine Le Pen et Jean-Luc Mélenchon dépassant tous trois la barre des 20 %. Suit après le candidat Éric Zemmour avec près de 7 % puis par Valérie Pécresse frôlant le palier des 5 % avec 4,8 % des voix. L'élection est d'ailleurs marquée par un très faible nombre de votes des deux partis politiques historiques français, Les Républicains avec 4,8 % et le Parti socialiste porté par Anne Hidalgo avec 2,20 %. Le second tour est remporté par Emmanuel Macron, qui réunit 58,5 % des suffrages exprimés dans un contexte de forte abstention.
A Wallis-et-Futuna, Emmanuel Macron arrive en tête du premier tour avec 39,47 % des voix exprimées, suivi de loin par Valérie Pécresse récoltant 25,27 %. Marine Le Pen (10,80 %), Jean-Luc Mélenchon (9,35 %), Nicolas Dupont-Aignan (4,55 %). Au second tour, les électeurs ont voté à 67,44 % pour Emmanuel Macron contre 32,56 % pour Marine Le Pen avec un taux de participation de 61,38 % des inscrits.
| Parti      | Parti      | Candidat              | Premier tour | Premier tour | Second tour | Second tour |
| Parti      | Parti      | Candidat              | Voix         | % exprimés   | Voix        | % exprimés  |
| ---------- | ---------- | --------------------- | ------------ | ------------ | ----------- | ----------- |
|            | LREM       | Emmanuel Macron       | 2 115        | 39,47 %      | 3 830       | 67,44 %     |
|            | LR         | Valérie Pécresse      | 1 354        | 25,27 %      |             |             |
|            | RN         | Marine Le Pen         | 579          | 10,80 %      | 1849        | 32,56 %     |
|            | LFI        | Jean-Luc Mélenchon    | 501          | 9,35 %       |             |             |
|            | DLF        | Nicolas Dupont-Aignan | 244          | 4,55 %       |             |             |
|            | REC        | Éric Zemmour          | 118          | 2,20 %       |             |             |
|            | PS         | Anne Hidalgo          | 118          | 2,20 %       |             |             |
|            | LO         | Nathalie Arthaud      | 98           | 1,83 %       |             |             |
|            | RES        | Jean Lassalle         | 78           | 1,46 %       |             |             |
|            | EELV       | Yannick Jadot         | 72           | 1,34 %       |             |             |
|            | NPA        | Philippe Poutou       | 48           | 0,90 %       |             |             |
|            | PCF        | Fabien Roussel        | 34           | 0,63 %       |             |             |
|            |            |                       |              |              |             |             |
|            |            |                       | Nombre       | % inscrits   | Nombre      | % inscrits  |
| Inscrits   | Inscrits   | Inscrits              | 9 528        | 100%         | 9 528       | 100%        |
| Abstention | Abstention | Abstention            | 4 125        | 43,29 %      | 3 674       | 38,62 %     |
| Votants    | Votants    | Votants               | 5 359        | 56,71 %      | 5 840       | 61,38 %     |
|            |            |                       |              |              |             |             |
| Blancs     | Blancs     | Blancs                | 44           | 0,81 %       | 82          | 0,86 %      |
| Nuls       | Nuls       | Nuls                  | 0            | 0,00 %       | 79          | 0,83 %      |
| Exprimés   | Exprimés   | Exprimés              | 5 403        | 100 %        | 5 679       | 100 %       |

### 2017
Au niveau national, le centriste Emmanuel Macron arrive en tête devant la candidate d’extrême droite Marine Le Pen. Néanmoins, avec François Fillon et Jean-Luc Mélenchon, les scores des quatre candidats ayant recueilli le plus de voix sont serrés (4,4 points entre le premier et le quatrième). Pour la première fois, aucun des candidats des deux partis politiques pourvoyeurs jusque-là des présidents de la Ve République n'est présent au second tour. Le second tour est remporté par Emmanuel Macron, qui réunit 66,10 % des suffrages exprimés dans un contexte de forte abstention et de record de votes blancs ou nuls.
A Wallis-et-Futuna, Emmanuel Macron arrive en tête du premier tour avec 30,48 % des exprimés, suivi de François Fillon (28,53 %), Benoît Hamon (25,22 %), Marine Le Pen (7,11 %) et Jean-Luc Mélenchon (3,59 %). Au second tour, les électeurs ont voté à 79,14 % pour Emmanuel Macron contre 20,86 % pour Marine Le Pen avec un taux de participation de 72,01 % des inscrits.
|             | EM          | Emmanuel Macron       | 1 630  | 30,48 %    | 4 715  | 79,14 %    |  |  |
|             | LR          | François Fillon       | 1 526  | 28,53 %    |        |            |  |  |
|             | PS          | Benoît Hamon          | 1 349  | 25,22 %    |        |            |  |  |
|             | FN          | Marine Le Pen         | 380    | 7,11 %     | 1 243  | 20,86 %    |  |  |
|             | LFI         | Jean-Luc Mélenchon    | 192    | 3,59 %     |        |            |  |  |
|             | DLF         | Nicolas Dupont-Aignan | 79     | 1,48 %     |        |            |  |  |
|             | LO          | Nathalie Arthaud      | 54     | 1,01 %     |        |            |  |  |
|             | UPR         | François Asselineau   | 50     | 0,93 %     |        |            |  |  |
|             | NPA         | Philippe Poutou       | 41     | 0,77 %     |        |            |  |  |
|             | RES         | Jean Lassalle         | 29     | 0,54 %     |        |            |  |  |
|             | SP          | Jacques Cheminade     | 18     | 0,34 %     |        |            |  |  |
|             |             |                       |        |            |        |            |  |  |
|             |             |                       | Nombre | % inscrits | Nombre | % inscrits |  |  |
| Inscrits    | Inscrits    | Inscrits              | 8 464  |            | 8 464  |            |  |  |
| Abstentions | Abstentions | Abstentions           | 3 053  | 36,07 %    | 2 369  | 27,99 %    |  |  |
| Votants     | Votants     | Votants               | 5 411  | 63,93 %    | 6 095  | 72,01 %    |  |  |
|             |             |                       |        |            |        |            |  |  |
|             |             |                       |        | % votants  |        | % votants  |  |  |
| Blancs      | Blancs      | Blancs                | 35     | 0,41 %     | 76     | 0,9 %      |  |  |
| Nuls        | Nuls        | Nuls                  | 28     | 0,33 %     | 61     | 0,72 %     |  |  |
| Exprimés    | Exprimés    | Exprimés              | 5 348  | 63,19 %    | 5 958  | 70,39 %    |  |  |

### 2012
Hollande, désigné par le PS à la suite d'une primaire ouverte, devance Sarkozy dès le premier tour de l'élection présidentielle de 2012 : c'est la première fois qu'un président sortant est ainsi devancé. Au second tour, Sarkozy est battu mais par un écart plus faible qu'attendu.
A Wallis-et-Futuna, François Hollande arrive en tête du premier tour avec 48,28 % des exprimés, suivi de Nicolas Sarkozy (37,68 %), François Asselineau (6,4 %), Marine Le Pen (2,37 %) et Eva Joly (1,56 %). Au second tour, les électeurs ont voté à 56,06 % pour François Hollande contre 43,94 % pour Nicolas Sarkozy avec un taux de participation de 76,47 % des inscrits.
|                | PS             | François Hollande     | 3 093  | 48,28 %    | 3 795  | 56,06 %    |  |  |
|                | UMP            | Nicolas Sarkozy       | 2 414  | 37,68 %    | 2 974  | 43,94 %    |  |  |
|                | MoDem          | François Bayrou       | 410    | 6,4 %      |        |            |  |  |
|                | FN             | Marine Le Pen         | 152    | 2,37 %     |        |            |  |  |
|                | EELV           | Eva Joly              | 100    | 1,56 %     |        |            |  |  |
|                | FG             | Jean-Luc Mélenchon    | 76     | 1,19 %     |        |            |  |  |
|                | LO             | Nathalie Arthaud      | 48     | 0,75 %     |        |            |  |  |
|                | DLF            | Nicolas Dupont-Aignan | 43     | 0,67 %     |        |            |  |  |
|                | NPA            | Philippe Poutou       | 42     | 0,66 %     |        |            |  |  |
|                | S&P            | Jacques Cheminade     | 29     | 0,45 %     |        |            |  |  |
|                |                |                       |        |            |        |            |  |  |
|                |                |                       | Nombre | % inscrits | Nombre | % inscrits |  |  |
| Inscrits       | Inscrits       | Inscrits              | 8 940  |            | 8 942  |            |  |  |
| Abstentions    | Abstentions    | Abstentions           | 2 494  | 27,9 %     | 2 104  | 23,53 %    |  |  |
| Votants        | Votants        | Votants               | 6 446  | 72,1 %     | 6 838  | 76,47 %    |  |  |
|                |                |                       |        |            |        |            |  |  |
|                |                |                       |        | % votants  |        | % votants  |  |  |
| Blancs ou nuls | Blancs ou nuls | Blancs ou nuls        | 39     | 0,61 %     | 69     | 1,01 %     |  |  |
| Exprimés       | Exprimés       | Exprimés              | 6 407  | 99,39 %    | 6 769  | 99,39 %    |  |  |

### 2007
Au premier tour de l'élection présidentielle de 2007, Sarkozy réussit à capter une partie des voix de Le Pen et arrive largement en tête. Royal est la première femme qualifiée pour le second tour d'une élection présidentielle. Elle est battue avec une avance de 6 points.
A Wallis-et-Futuna, Nicolas Sarkozy arrive en tête du premier tour avec 43,55 % des exprimés, suivi de Ségolène Royal (39,46 %), François Bayrou (11,20 %), Jean-Marie Le Pen (1,10 %) et Olivier Besancenot (0,99 %). Au second tour, les électeurs ont voté à 50,17 % pour Nicolas Sarkozy contre 49,83 % pour Ségolène Royal avec un taux de participation de 69,50 % des inscrits.
|                | UMP            | Nicolas Sarkozy      | 3 125  | 43,55 %    | 3 866  | 50,17 %    |  |  |
|                | PS             | Ségolène Royal       | 2 832  | 39,46 %    | 3 840  | 49,83 %    |  |  |
|                | UDF            | François Bayrou      | 804    | 11,20 %    |        |            |  |  |
|                | FN             | Jean-Marie Le Pen    | 86     | 1,20 %     |        |            |  |  |
|                | LCR            | Olivier Besancenot   | 71     | 0,99 %     |        |            |  |  |
|                | LO             | Arlette Laguiller    | 63     | 0,88 %     |        |            |  |  |
|                | Les Verts      | Dominique Voynet     | 60     | 0,84 %     |        |            |  |  |
|                | SE             | José Bové            | 41     | 0,57 %     |        |            |  |  |
|                | GPA            | Marie-George Buffet  | 40     | 0,56 %     |        |            |  |  |
|                | CPNT           | Frédéric Nihous      | 25     | 0,35 %     |        |            |  |  |
|                | CNRSP          | Gérard Schivardi     | 15     | 0,21 %     |        |            |  |  |
|                | MPF            | Philippe de Villiers | 14     | 0,20 %     |        |            |  |  |
|                |                |                      |        |            |        |            |  |  |
|                |                |                      | Nombre | % inscrits | Nombre | % inscrits |  |  |
| Inscrits       | Inscrits       | Inscrits             | 11 163 |            | 11 163 |            |  |  |
| Abstentions    | Abstentions    | Abstentions          | 3 958  | 35,45 %    | 3 405  | 30,50 %    |  |  |
| Votants        | Votants        | Votants              | 7 208  | 64,55 %    | 7 758  | 69,50 %    |  |  |
|                |                |                      |        |            |        |            |  |  |
|                |                |                      |        | % votants  |        | % votants  |  |  |
| Blancs ou nuls | Blancs ou nuls | Blancs ou nuls       | 32     | 0,44 %     | 52     | 0,67 %     |  |  |
| Exprimés       | Exprimés       | Exprimés             | 7 176  | 99,56 %    | 7 706  | 99,33 %    |  |  |

### 2002
Après cinq années de cohabitation, un duel est attendu entre Chirac et le Premier ministre Jospin lors de l'élection présidentielle de 2002, mais, à la surprise générale, ce dernier est devancé par Le Pen au premier tour. Au second tour, Chirac bénéficie du ralliement de la gauche et reçoit un score sans précédent. Il s'agit de la première élection pour un mandat de cinq ans et non plus sept.
A Wallis-et-futuna, Jacques  Chirac arrive en tête du premier tour avec  50,60 % des exprimés, suivi de Lionel  Jospin (35,76 %), Jean-Pierre Chevènement (7,50 %), Arlette Laguiller (1,17 %) et François Bayrou (0,78 %). Au second tour, les électeurs ont voté à 92,15 % pour Jacques  Chirac contre 7,85 % pour Jean-Marie Le Pen avec un taux de participation de 67,83 % des inscrits.
|                | RPR            | Jacques Chirac          | 3 031  | 50,60 %    | 5 777  | 92,15 %    |  |  |
|                | PS             | Lionel Jospin           | 2144   | 35,79 %    |        |            |  |  |
|                | MC             | Jean-Pierre Chevènement | 449    | 7,50 %     |        |            |  |  |
|                | LO             | Arlette Laguiller       | 70     | 1,17 %     |        |            |  |  |
|                | UDF            | François Bayrou         | 47     | 0,78 %     |        |            |  |  |
|                | LCR            | Olivier Besancenot      | 47     | 0,78 %     |        |            |  |  |
|                | FN             | Jean-Marie Le Pen       | 46     | 0,77 %     | 492    | 7,85 %     |  |  |
|                | Les Verts      | Noël Mamère             | 35     | 0,58 %     |        |            |  |  |
|                | PRG            | Christiane Taubira      | 28     | 0,47 %     |        |            |  |  |
|                | CPNT           | Jean Saint-Josse        | 18     | 0,30 %     |        |            |  |  |
|                | FRS            | Christine Boutin        | 17     | 0,28 %     |        |            |  |  |
|                | Cap21          | Corinne Lepage          | 16     | 0,27 %     |        |            |  |  |
|                | MNR            | Bruno Mégret            | 13     | 0,22 %     |        |            |  |  |
|                | PT             | Daniel Gluckstein       | 11     | 0,18 %     |        |            |  |  |
|                | DL             | Alain Madelin           | 9      | 0,15 %     |        |            |  |  |
|                | PC             | Robert Hue              | 9      | 0,15 %     |        |            |  |  |
|                |                |                         |        |            |        |            |  |  |
|                |                |                         | Nombre | % inscrits | Nombre | % inscrits |  |  |
| Inscrits       | Inscrits       | Inscrits                | 9 353  |            | 9 348  |            |  |  |
| Abstentions    | Abstentions    | Abstentions             | 3 326  | 35,56 %    | 2 998  | 32,07 %    |  |  |
| Votants        | Votants        | Votants                 | 6 027  | 64,4 %     | 6 350  | 67,93 %    |  |  |
|                |                |                         |        |            |        |            |  |  |
|                |                |                         |        | % votants  |        | % votants  |  |  |
| Blancs ou nuls | Blancs ou nuls | Blancs ou nuls          | 37     | 0,61 %     | 81     | 1,28 %     |  |  |
| Exprimés       | Exprimés       | Exprimés                | 5 990  | 99,39 %    | 6 269  | 98,72 %    |  |  |

### 1995
Après une nouvelle cohabitation et alors que la droite est particulièrement divisée entre Chirac et le Premier ministre Balladur, Jospin réussit à arriver en tête au premier tour de l'élection présidentielle de 1995, malgré la très lourde défaite de la gauche aux législatives de 1993. Au second tour, il est battu par Chirac.
A Wallis-et-Futuna, Jacques Chirac arrive en tête du premier tour avec 43,53 % des exprimés, suivi de Lionel Jospin (29,88 %), Édouard Balladur (21,8 %), Jean-Marie Le Pen (1,21 %) et Arlette Laguiller (0,87 %). Au second tour, les électeurs ont voté à 55,30 % pour Lionel Jospin contre 44,70 % pour Jacques Chirac avec un taux de participation de 79,54 % des inscrits.
|                | RPR            | Jacques Chirac       | 2 306  | 43,53 %    | 2 494  | 44,70 %    |  |  |
|                | PS             | Lionel Jospin        | 1 583  | 29,88 %    | 3 086  | 55,30 %    |  |  |
|                | RPR            | Édouard Balladur     | 1 155  | 21,8 %     |        |            |  |  |
|                | FN             | Jean-Marie Le Pen    | 64     | 1,21 %     |        |            |  |  |
|                | LO             | Arlette Laguiller    | 46     | 0,87 %     |        |            |  |  |
|                | S&P            | Jacques Cheminade    | 46     | 0,87 %     |        |            |  |  |
|                | Les Verts      | Dominique Voynet     | 37     | 0,7 %      |        |            |  |  |
|                | PC             | Robert Hue           | 32     | 0,6 %      |        |            |  |  |
|                | MPF            | Philippe de Villiers | 29     | 0,55 %     |        |            |  |  |
|                |                |                      |        |            |        |            |  |  |
|                |                |                      | Nombre | % inscrits | Nombre | % inscrits |  |  |
| Inscrits       | Inscrits       | Inscrits             | 7 063  |            | 7 058  |            |  |  |
| Abstentions    | Abstentions    | Abstentions          | 1 744  | 24,69 %    | 1 444  | 20,46 %    |  |  |
| Votants        | Votants        | Votants              | 5 319  | 75,31 %    | 5 614  | 79,54 %    |  |  |
|                |                |                      |        |            |        |            |  |  |
|                |                |                      |        | % votants  |        | % votants  |  |  |
| Blancs ou nuls | Blancs ou nuls | Blancs ou nuls       | 21     | 0,39 %     | 34     | 0,61 %     |  |  |
| Exprimés       | Exprimés       | Exprimés             | 5 298  | 99,61 %    | 5 580  | 99,39 %    |  |  |

### 1988
Après deux ans de cohabitation, Mitterrand affronte le Premier ministre Chirac lors de l'élection présidentielle de 1988. Le Pen obtient au premier tour un score jusque-là sans précédent pour un parti d'extrême droite. Au second tour, Mitterrand est facilement réélu.
En Wallis-et-Futuna, Jacques Chirac arrive en tête du premier tour avec 52,27 % des exprimés, suivi de Raymond Barre (39,31 %), François Mitterrand (7,22 %), Jean-Marie Le Pen (0,62 %) et Antoine Waechter (0,2 %). Au second tour, les électeurs ont voté à 73,48 % pour Jacques Chirac contre 26,52 % pour François Mitterrand avec un taux de participation de 77,11 % des inscrits.
|                | RPR                   | Jacques Chirac      | 3 143  | 52,27 %    | 4 693  | 73,48 %    |  |  |
|                | SE                    | Raymond Barre       | 2 364  | 39,31 %    |        |            |  |  |
|                | PS                    | François Mitterrand | 434    | 7,22 %     | 1 694  | 26,52 %    |  |  |
|                | FN                    | Jean-Marie Le Pen   | 37     | 0,62 %     |        |            |  |  |
|                | Les Verts             | Antoine Waechter    | 12     | 0,2 %      |        |            |  |  |
|                | LO                    | Arlette Laguiller   | 10     | 0,17 %     |        |            |  |  |
|                | MPT                   | Pierre Boussel      | 7      | 0,12 %     |        |            |  |  |
|                | Communiste rénovateur | Pierre Juquin       | 4      | 0,07 %     |        |            |  |  |
|                | PC                    | André Lajoinie      | 2      | 0,03 %     |        |            |  |  |
|                |                       |                     |        |            |        |            |  |  |
|                |                       |                     | Nombre | % inscrits | Nombre | % inscrits |  |  |
| Inscrits       | Inscrits              | Inscrits            | 8 316  |            | 8 315  |            |  |  |
| Abstentions    | Abstentions           | Abstentions         | 2 296  | 27,61 %    | 1 903  | 22,89 %    |  |  |
| Votants        | Votants               | Votants             | 6 020  | 72,39 %    | 6 412  | 77,11 %    |  |  |
|                |                       |                     |        |            |        |            |  |  |
|                |                       |                     |        | % votants  |        | % votants  |  |  |
| Blancs ou nuls | Blancs ou nuls        | Blancs ou nuls      | 7      | 0,12 %     | 25     | 0,39 %     |  |  |
| Exprimés       | Exprimés              | Exprimés            | 6 013  | 99,88 %    | 6 387  | 99,61 %    |  |  |

### 1981
Lors de l'élection présidentielle de 1981, Giscard d'Estaing arrive en tête au premier tour et affronte, comme la fois précédente, Mitterrand. Pour la première fois, un président sortant est battu : Mitterrand devient le premier président de gauche de la Ve République.
A Wallis-et-Futuna, Valéry Giscard d'Estaing arrive en tête du premier tour avec 60,22 % des exprimés, suivi de Jacques Chirac (38,64 %), François Mitterrand (0,54 %), Michel Debré (0,17 %) et Georges Marchais (0,12 %). Au second tour, les électeurs ont voté à 94,87 % pour Valéry Giscard d'Estaing contre 2,31 % pour François Mitterrand avec un taux de participation de 75,3 % des inscrits.
|                | UDF            | Valéry Giscard d'Estaing | 2 911  | 60,22 %    | 4 776  | 97,69 %    |  |  |
|                | RPR            | Jacques Chirac           | 1 868  | 38,64 %    |        |            |  |  |
|                | PS             | François Mitterrand      | 26     | 0,54 %     | 113    | 2,31 %     |  |  |
|                | Divers droite  | Michel Debré             | 8      | 0,17 %     |        |            |  |  |
|                | PC             | Georges Marchais         | 6      | 0,12 %     |        |            |  |  |
|                | Divers droite  | Marie-France Garaud      | 5      | 0,1 %      |        |            |  |  |
|                | MEP            | Brice Lalonde            | 4      | 0,08 %     |        |            |  |  |
|                | PSU            | Huguette Bouchardeau     | 3      | 0,06 %     |        |            |  |  |
|                | LO             | Arlette Laguiller        | 2      | 0,04 %     |        |            |  |  |
|                | MRG            | Michel Crépeau           | 1      | 0,02 %     |        |            |  |  |
|                |                |                          |        |            |        |            |  |  |
|                |                |                          | Nombre | % inscrits | Nombre | % inscrits |  |  |
| Inscrits       | Inscrits       | Inscrits                 | 6 606  |            | 6 515  |            |  |  |
| Abstentions    | Abstentions    | Abstentions              | 1 761  | 26,66 %    | 1 609  | 24,7 %     |  |  |
| Votants        | Votants        | Votants                  | 4 845  | 73,34 %    | 4 906  | 75,3 %     |  |  |
|                |                |                          |        |            |        |            |  |  |
|                |                |                          |        | % votants  |        | % votants  |  |  |
| Blancs ou nuls | Blancs ou nuls | Blancs ou nuls           | 11     | 0,23 %     | 17     | 0,35 %     |  |  |
| Exprimés       | Exprimés       | Exprimés                 | 4 834  | 99,77 %    | 4 889  | 99,65 %    |  |  |

### 1974
L'élection présidentielle de 1974 est une élection anticipée à la suite de la mort de Pompidou. Mitterrand, candidat unique de la gauche, est largement en tête au premier tour devant Giscard d'Estaing, qui distance lui-même Chaban-Delmas. Au terme d'une campagne animée, marquée par un débat télévisé tendu, Giscard d'Estaing l'emporte avec une très courte avance.
En Wallis-et-Futuna, Huguette Bouchardeau arrive en tête du premier tour avec 57,14 % des exprimés, suivi de Valéry Giscard d'Estaing (39,75 %), François Mitterrand (1,71 %), René Dumont (0,74 %) et Alain Krivine (0,13 %). Au second tour, les électeurs ont voté à 94,87 % pour Valéry Giscard d'Estaing contre 5,13 % pour François Mitterrand avec un taux de participation de 81,51 % des inscrits.
|                | UDR            | Jacques Chaban-Delmas    | 1 705  | 57,14 %    |        |            |  |  |
|                | RI             | Valéry Giscard d'Estaing | 1 186  | 39,75 %    | 2 869  | 94,87 %    |  |  |
|                | PS             | François Mitterrand      | 51     | 1,71 %     | 155    | 5,13 %     |  |  |
|                | SE, écologiste | René Dumont              | 22     | 0,74 %     |        |            |  |  |
|                | FCR            | Alain Krivine            | 4      | 0,13 %     |        |            |  |  |
|                | LO             | Arlette Laguiller        | 3      | 0,1 %      |        |            |  |  |
|                | MDSF           | Émile Muller             | 3      | 0,1 %      |        |            |  |  |
|                | NAR            | Bertrand Renouvin        | 3      | 0,1 %      |        |            |  |  |
|                | SE             | Jean Royer               | 3      | 0,1 %      |        |            |  |  |
|                | FE             | Guy Héraud               | 2      | 0,07 %     |        |            |  |  |
|                | FN             | Jean-Marie Le Pen        | 1      | 0,03 %     |        |            |  |  |
|                |                |                          |        |            |        |            |  |  |
|                |                |                          | Nombre | % inscrits | Nombre | % inscrits |  |  |
| Inscrits       | Inscrits       | Inscrits                 | 3 716  |            | 3 721  |            |  |  |
| Abstentions    | Abstentions    | Abstentions              | 728    | 19,59 %    | 688    | 18,49 %    |  |  |
| Votants        | Votants        | Votants                  | 2 988  | 80,41 %    | 3 033  | 81,51 %    |  |  |
|                |                |                          |        |            |        |            |  |  |
|                |                |                          |        | % votants  |        | % votants  |  |  |
| Blancs ou nuls | Blancs ou nuls | Blancs ou nuls           | 4      | 0,13 %     | 9      | 0,3 %      |  |  |
| Exprimés       | Exprimés       | Exprimés                 | 2 984  | 99,87 %    | 3 024  | 99,7 %     |  |  |

### 1969
L'élection présidentielle de 1969 est une élection anticipée à la suite de la démission de De Gaulle. La gauche se lance désunie dans la course et, bien que Duclos (PCF) manque de le devancer, c'est le président par intérim Poher qui accède au second tour face à l'ex-Premier ministre Pompidou. Alors que Duclos refuse d'appeler à voter au second tour pour « bonnet blanc ou blanc bonnet », Pompidou est finalement largement élu.
A Wallis-et-Futuna, Georges Pompidou arrive en tête du premier tour avec 77,43 % des exprimés, suivi de Alain Poher (21,47 %), Gaston Defferre (0,57 %), Louis Ducatel (0,16 %) et Jacques Duclos (0,16 %). Au second tour, les électeurs ont voté à 76,02 % pour Georges Pompidou contre 23,98 % pour Alain Poher avec un taux de participation de 86,35 % des inscrits.
|                | UDR            | Georges Pompidou | 2 460  | 77,43 %    | 2 365  | 76,02 %    |  |  |
|                | CD             | Alain Poher      | 682    | 21,47 %    | 746    | 23,98 %    |  |  |
|                | SFIO           | Gaston Defferre  | 18     | 0,57 %     |        |            |  |  |
|                | SE             | Louis Ducatel    | 5      | 0,16 %     |        |            |  |  |
|                | PC             | Jacques Duclos   | 5      | 0,16 %     |        |            |  |  |
|                | PSU            | Michel Rocard    | 5      | 0,16 %     |        |            |  |  |
|                | LC             | Alain Krivine    | 2      | 0,06 %     |        |            |  |  |
|                |                |                  |        |            |        |            |  |  |
|                |                |                  | Nombre | % inscrits | Nombre | % inscrits |  |  |
| Inscrits       | Inscrits       | Inscrits         | 3 611  |            | 3 611  |            |  |  |
| Abstentions    | Abstentions    | Abstentions      | 425    | 11,77 %    | 493    | 13,65 %    |  |  |
| Votants        | Votants        | Votants          | 3 186  | 88,23 %    | 3 118  | 86,35 %    |  |  |
|                |                |                  |        |            |        |            |  |  |
|                |                |                  |        | % votants  |        | % votants  |  |  |
| Blancs ou nuls | Blancs ou nuls | Blancs ou nuls   | 9      | 0,28 %     | 7      | 0,22 %     |  |  |
| Exprimés       | Exprimés       | Exprimés         | 3 177  | 99,72 %    | 3 111  | 99,78 %    |  |  |

### 1965
L'élection présidentielle de 1965 est la première élection au suffrage universel direct à la suite du référendum d'octobre 1962. De Gaulle est mis en ballottage, à la surprise générale, par Mitterrand, candidat unique de la gauche. La campagne du second tour est axée sur l'Europe et les relations internationales ainsi que sur l'armement nucléaire. De Gaulle est finalement réélu avec une large avance.
A Wallis-et-Futuna, Charles de Gaulle arrive en tête du premier tour avec 99,56 % des exprimés, suivi de François Mitterrand (0,2 %), Marcel Barbu (0,09 %), Jean-Louis Tixier-Vignancour (0,09 %) et Jean Lecanuet (0,03 %). Au second tour, les électeurs ont voté à 99,59 % pour Charles de Gaulle contre 0,41 % pour François Mitterrand avec un taux de participation de 99,05 % des inscrits.
|                | UNR            | Charles de Gaulle            | 3 423  | 99,56 %    | 3 433  | 99,59 %    |  |  |
|                | CIR            | François Mitterrand          | 7      | 0,2 %      | 14     | 0,41 %     |  |  |
|                | SE             | Marcel Barbu                 | 3      | 0,09 %     |        |            |  |  |
|                | SE             | Jean-Louis Tixier-Vignancour | 3      | 0,09 %     |        |            |  |  |
|                | MRP            | Jean Lecanuet                | 1      | 0,03 %     |        |            |  |  |
|                | PLE            | Pierre Marcilhacy            | 1      | 0,03 %     |        |            |  |  |
|                |                |                              |        |            |        |            |  |  |
|                |                |                              | Nombre | % inscrits | Nombre | % inscrits |  |  |
| Inscrits       | Inscrits       | Inscrits                     | 3 490  |            | 3 490  |            |  |  |
| Abstentions    | Abstentions    | Abstentions                  | 43     | 1,23 %     | 33     | 0,95 %     |  |  |
| Votants        | Votants        | Votants                      | 3 447  | 98,77 %    | 3 457  | 99,05 %    |  |  |
|                |                |                              |        |            |        |            |  |  |
|                |                |                              |        | % votants  |        | % votants  |  |  |
| Blancs ou nuls | Blancs ou nuls | Blancs ou nuls               | 9      | 0,26 %     | 10     | 0,29 %     |  |  |
| Exprimés       | Exprimés       | Exprimés                     | 3 438  | 99,74 %    | 3 447  | 99,71 %    |  |  |